# Établissement national de la navigation aérienne
L'Établissement national de la navigation aérienne  (ENNA) est en Algérie l'administration chargée de l'exploitation et de la sécurité du transport aérien algérien.

## Missions
L'ENNA est un établissement public à caractère industriel et commercial (EPIC) placé sous la tutelle du ministère des Transports algériens. Ses missions principales sont  :
- assurer la sécurité de la navigation aérienne dans l'espace aérien algérien ou relevant de la compétence de l'Algérie ;
- veiller au respect de la réglementation relatives à la circulation aérienne en Algérie ;
- assurer l'exploitation technique des aérodromes algériens civils ;
- être l'organisme représentant l'Algérie à l'internatinnal dans les domaines aéronautiques ou météorologique.

## Histoire
Depuis l'indépendance, cinq organismes ont été chargés de la gestion, de l'exploitation et du développement de la navigation aérienne en Algérie : OGSA, ONAM, ENEMA, ENESA, ENNA. 
De 1962 à 1968, c'est l'Organisation de Gestion et de Sécurité Aéronautique (OGSA), organisme algéro-français, qui a géré l'ensemble des services d'Exploitation de l'Aviation Civile en Algérie. 
Le 1er janvier 1968, l'OGSA a été remplacé par l'Office de la Navigation Aérienne et de la Météorologie (ONAM). Ce dernier a été remplacé, en 1969, par l'Etablissement national pour l'Exploitation météorologique et aéronautique (ENEMA) qui a géré la navigation aérienne jusqu'à 1983. 
En 1975, les activités de météorologie ont été transférées à l'Office national de météorologie est créé le 29 avril 1975, sous forme d'Etablissement Public à caractère administratif. 
Le décret N°83.311 du 7 mai 1983 a réaménagé les structures de L'ENEMA et modifié sa dénomination pour devenir ENESA « Entreprise Nationale d'Exploitation et de Sécurité Aéronautique » avec statut d'entreprise nationale à caractère économique. 
Afin de clarifier les attributions de l'ENESA, il a été procédé aux réaménagements de ses statuts ainsi qu'au changement de dénomination en « ENNA » par décret exécutif N° 91-149 du 18 mai 1991. 
L'ENNA, Etablissement Public à Caractère Industriel et Commercial (EPIC), sous tutelle du Ministère des Transports, est dirigé par un directeur général et administré par un Conseil d'administration.

## Organisation
L'ENNA est organisée en cinq directions opérationnelles :
- Direction du développement de la navigation aérienne ;
- Direction de l'exploitation de la navigation aérienne ;
- Direction technique de la navigation aérienne ;
- Direction de la logistique ;
- Centre de qualification, de recyclage et d'expérimentation de la navigation aérienne.

L'ENNA gère onze aéroports algériens internationaux et vingt-cinq aéroports nationaux.